# Web 1.0
Web 1.0 là giai đoạn phát triển đầu tiên của World Wide Web (Viết tắt: www)- được phát minh bởi Nhà khoa học người Anh Tim Berners-Lee, kéo dài khoảng từ năm 1997 đến năm 2005. Web 1.0 được tạo thành hoàn toàn từ các trang web được kết nối bởi các siêu liên kết. Định nghĩa chính xác của Web 1.0 là một vấn đề gây nhiều tranh luận vì khó có thể tách rời Web 1.0 và Web 2.0 theo dòng thời gian, vậy nên định nghĩa của Web 1.0 hoàn toàn phụ thuộc vào Web 2.0. Nhưng về bản chất, Web 1.0 là một tập hợp các trang web tĩnh hay nói cách khác là các trang web chỉ cho phép người dùng tìm kiếm và đọc thông tin.

## Khái niệm[2]
Được phát minh bởi Berner-Lee, Web 1.0 chủ yếu liên quan đến việc cho phép người dùng truy cập một cách không đồng bộ dữ liệu tính toán (computational data) trên Internet một cách thuận tiện. Web 1.0 là một ứng dụng chỉ có thể đọc, trong đó một số ít các quảng cáo đã tạo ra các trang web siêu liên kết có thể được điều hướng bởi vô số người đọc. Berner-Lee cho rằng Web 1.0 là một không gian thông tin chung, nơi mà chúng ta giao tiếp bằng cách chia sẻ thông tin (Berners-Lee 1998). Các liên kết siêu văn bản cho phép Web 1.0 phát triển thành một nơi lưu trữ thông tin nằm ở các trang web tĩnh, có thể được truy cập qua các công cụ tìm kiếm. Việc điều hướng các trang web được xác định bởi các đề xuất sản phẩm của các công ty web. Phiên bản trình duyệt web của Netscape vào năm 1990 là một ví dụ về cách mà các công ty web ban đầu cung cấp sản phẩm, để làm nền tảng cho một bộ các ứng dụng và các sản phẩm khác (Stickland 2007).
Người dùng không được quyền truy cập vào giao diện lập trình ứng dụng (Application Programming Interface- API) các sản phẩm Web 1.0. Triết lý của Web 1.0 thiên về việc cho phép phổ biến thông tin hơn là thúc đẩy quá trình dân chủ hóa của web. Do đó, người dùng chỉ đơn thuần là người tiêu thụ dữ liệu tính toán từ máy tính, chứ không phải là người tạo ra chúng. Điều đó đủ cho thấy rằng Web 1.0 là một trang web đẩy (pushed-web) với nội dung được lập trình sẵn, các trang web được giám sát bởi các nhà cung cấp và được sử dụng một cách hợp lý bởi một khối lượng lớn người dùng.

## Đặc điểm
Các công nghệ được sử dụng trong Web 1.0 là HTML, HTTP, URI. Đây là các giao thức web cốt lõi, một số giao thức mới hơn cũng được sử dụng như XML, XHTML và CSS. Các đặc điểm của web 1.0 được liệt kê như sau:
- Các trang Web 1.0 là các trang web tĩnh (static website): người dùng chỉ có thể tìm kiếm và đọc thông tin của trang web, các thông tin này được lập trình dựa trên mã HTML cơ bản và được người dùng truy cập thông qua các kết nối Internet quay số. Người dùng không thể tương tác với nội dung của trang (nhận xét, đánh giá, phản hồi). Người dùng cũng không thể đóng góp nội dung vào trang web, trừ khi chính họ là tác giả của trang web đó. Tuy nhiên, đây là điều mà hầu hết các chủ sở hữu các trang Web 1.0 muốn, họ chỉ cần một trang web để cung cấp thông tin của họ cho bất cứ ai và vào bất cứ lúc nào.[4]
- Các trang Web 1.0 thường thuộc về các công ty, tổ chức: mục đích chính của các trang web này là giới thiệu đơn vị, hoặc tiếp cận người dùng.[5]
- Nguồn tin trên các trang Web 1.0 là nguồn tin 1 chiều và bị kiểm soát bởi các quản trị viên.[5]
- Nội dung trang web được lưu trữ trong các tệp của hệ thống máy chủ: Hầu như mọi trang web ngày nay đều sử dụng cơ sở dữ liệu để lưu trữ phần lớn nội dung của trang web. Trong Web 1.0, hầu hết nội dung trang web được lưu trữ trực tiếp trong các tệp của trang web, không phải trong một cơ sở dữ liệu riêng biệt.[6]
- Sổ lưu bút: Nhận xét của khách truy cập vào trang web thường được thêm vào trang sổ lưu bút thay vì được đính kèm trực tiếp vào các trang nội dung. Sổ lưu bút là một đặc điểm phổ biến trong thời kì Web 1.0. Nguyên nhân là do Web 1.0 xuất hiện cùng thời khi các kết nối Internet quay số đang phổ biến. Các trang có những danh sách dài về những bình luận của người dùng sẽ cần một khoảng thời gian để tải thông qua kết nối quay số. Một sổ lưu bút sẽ là một giải pháp cho phép người dùng bình luận mà không làm giảm hiệu suất tổng thể của trang Web.[6]
- Các máy chủ lưu trữ web trong suốt giai đoạn Web 1.0 ít  khi nhận được hỗ trợ về kịch bản từ phía máy chủ: Để cung cấp cơ chế phản hồi cho khách truy cập trang web, các hình thức mailto đã được sử dụng. Người dùng sẽ điền vào biểu mẫu và khi nhấp vào nút gửi biểu mẫu, ứng dụng email của họ sẽ khởi chạy và cố gắng gửi email có chứa thông tin chi tiết của biểu mẫu. Sự phổ biến và phức tạp của giao thức mailto đã khiến các nhà phát triển trình duyệt kết hợp các ứng dụng email vào trình duyệt của họ.

## Lợi ích và hạn chế của Web 1.0
Web 1.0 chỉ được định nghĩa khi có sự xuất hiện của Web 2.0 để giúp phân biệt hai giai đoạn phát triển của web, từ web thông tin (informational web) sang web xã hội (social web). Do đó hầu hết các đánh giá về lợi ích, hạn chế của Web 1.0 đều dựa vào việc so sánh với web 2.0 .

### Lợi ích[8]
Một trong những ứng dụng thành công của Web 1.0 là:
- Tin tức, nhạc và tất cả mọi thứ khác đều được số hóa.
- Dễ dàng sử dụng, đo lường và 1 loạt các tính năng khác.
- Truyền tải thông tin về sản phẩm và thực hiện các giao dịch một cách nhanh chóng.

Sự xuất hiện của web đã hỗ trợ các doanh nghiệp trong việc cung cấp các thông tin về công ty, về sản phẩm, video quảng cáo, giới thiệu sản phẩm và các chương trình khuyến mãi một cách dễ dàng hơn. Tuy chỉ dừng lại ở mức thông tin nhưng đã phần nào phá vỡ các rào cản về mặt địa lý, giúp công ty cung cấp thông tin cho bất kì ai bất cứ khi nào họ cần.

### Hạn chế[9]
Web 1.0 vẫn còn nhiều hạn chế so với các thế hệ web đời sau như:
- Thiếu sự tương tác trên website do bản chất của Web 1.0 là read-only web.
- Các bài viết, thông tin trên mỗi trang còn hạn chế do chỉ có chủ trang web đó mới được chỉnh sửa nội dung trên trang.
- Thông tin không được thường xuyên cập nhật và mỗi khi cập nhật thông tin mới thì người dùng phải làm mới lại trang.
- Chủ trang web phải tự chịu trách nhiệm cập nhật thông tin người dùng và quản lý nội dung trên trang.
- Máy móc và các thiết bị khác không thể hiểu được nội dung trên trang web, ngoại trừ người đọc.

Ngoài ra còn có những hạn chế trong việc thiết kế web so với các thế hệ sau:
- Typography còn yếu: Những đoạn văn được định dạng trung tâm rất khó đọc, và người đọc có thể bị rối khi chuyển dòng. Một số trang web còn sử dụng serif typeface trông rất mờ đối với độ phân giải màn hình lúc bấy giờ.
- Ảnh nền: Thông thường là những bức ảnh nền vô vị, chúng không giúp ích được gì nhiều cho trang web mà còn làm cho trang web trở nên lộn xộn và khó đọc

## Tìm kiếm từ khóa trong giai đoạn Web 1.0[11]
Ở kỷ nguyên PC, các kết quả tìm kiếm chủ yếu được tìm thông qua các tiêu đề của tài liệu trong kho lưu trữ tệp. Nó là một quá trình tìm kiếm chậm chạp và khó khăn để có được thông tin. Ở giai đoạn Web 1.0, các trình duyệt giúp người dùng tìm kiếm một từ khóa đã được giới thiệu. Các trình duyệt có thể tìm kiếm các từ hoặc cụm từ cụ thể (keyword) thông qua nội dung của các trang web. Các công cụ tìm kiếm mới hơn sử dụng các tác nhân phần mềm, được gọi là "spider" hay "bot" để thu thập thông tin thông qua web, truy cập vào các trang web trên các máy chủ và theo các liên kết trong các tài liệu. Thông tin mà các "spider" thu thập được sử dụng để làm chỉ mục cho một trang web. Các chỉ mục này được sử dụng để truy xuất thông tin nhanh hơn và giúp tách các kết quả tìm kiếm ra thành các loại khác nhau.
Hệ thống này đã tạo ra một ngành công nghiệp mới, đó là tối ưu hóa công cụ tìm kiếm (Search Engine Optimization-SEO). Nó đề cập đến các chiến lược mà các "spider" sử dụng để xác định từ khóa trên một trang web, làm tăng thứ hạng hiển thị của các kết quả tìm kiếm. Khi bạn bắt đầu một truy vấn từ khóa, ví dụ như "Google", công cụ tìm kiếm kiểm tra các chỉ mục của nó, tìm ra kết các kết quả phù hợp nhất theo thuật toán tìm kiếm và cung cấp các lượt truy cập. Do các công cụ tìm kiếm dựa trên các kỹ thuật lập chỉ mục và thuật toán tìm kiếm khác nhau, các lượt truy cập từ các công cụ tìm kiếm khác nhau có thể khác nhau.
Với sự gia tăng nhanh chóng của các thông tin trên Web, các công cụ tìm kiếm phải đối mặt với thách thức phải phát triển các hệ thống có khả năng nhận thức được sự liên quan của các lượt truy cập  đối với người dùng. Các công cụ thế hệ Web 2.0 đã giải quyết được vấn đề này.

## Quảng cáo trực tuyến giai đoạn Web 1.0[12]
Trong thời kỳ Web 1.0, hoạt động tiếp thị và bán hàng gần như không phụ thuộc vào sản phầm. Một số công ty tiếp thị sản phẩm của mình một khoảng thời gian trước khi sản phẩm của họ có sẵn cho công chúng, với mục đích kích cầu thị trường. Các phương thức quảng cáo trực tuyến mà doanh nghiệp sử dụng ở giai đoạn này gồm:
- Email: Ứng dụng đầu tiên của Internet là email và cũng tương tự như cách tiếp thị trực tiếp truyền thống, email được sử dụng như một cách tiếp cận mang tính cá nhân hóa để tiếp cận người tiêu dùng, nó đưa ra các đề xuất hoặc thông tin về sản phẩm. Lợi ích của việc sử dụng email là nó có thể giúp doanh nghiệp phân phối thông tin đến một lượng khách hàng cụ thể và tiềm năng với chi phí tương đối thấp.
- Web Banner: Banner web xuất hiện từ năm 1993 là đại diện cho một trong những công cụ quảng cáo lâu đời nhất trên Internet. Chúng được nhúng trên các trang web với các nội dung có thể tùy chỉnh, tương tự như các mục quảng cáo trên các tờ báo chí thông thường. Mục đích của việc sử dụng banner là để thúc đẩy lượt truy cập vào trang web được liên kết với banner đó. Banner web sẽ được mua theo gói, tùy vào tổng số lượt hiển thị của chúng và sẽ được đo lường thông qua CTR (Click Through Rate).
- Pop-ups ad: Quảng cáo pop up từng được dùng như một cách để thúc đẩy hành động cho khách hàng và sau này được các nhà quảng cáo dùng để hiển thị những thông điệp mà có thể làm gián đoạn khách hàng khi họ đang xem nội dung trên trang web. Do sự phiền toái này của chúng mà hầu hết các trình duyệt web hiện đại đều có tính năng chặn pop up hoặc có các công cụ để chặn quảng cáo.

## Một số ví dụ về Web 1.0
Vào năm 1996, Web 1.0 internet có khoảng 250.000 trang web và 45 triệu người dùng trên toàn cầu. Một số công cụ tìm kiếm đầu tiên trong giai đoạn đầu của World Wide Web điển hình cho thời đại Web 1.0 chính là Lycos, Altavista, Yahoo!, Google và Ask Jeeves. Người dùng có thể kết nối Internet với máy tính thông qua đường dây điện thoại bàn và sử dụng các công cụ tìm kiếm này để tìm kiếm và đọc các thông tin trên các trang web như:
- Encyclopedia Britannica: Một bộ bách khoa toàn thư được viết bởi các chuyên gia và các biên tập viên có sẵn trên trực tuyến cung cấp các lĩnh vực kiến thức.[14]
- Overstock.com: Trang web bán lẻ trực tuyến cung cấp cho khách hàng nhiều loại sản phẩm chất lượng cao, có giá trị lớn với dịch vụ khách hàng vượt trội. Công ty tạo ra cơ hội mua sắm giá rẻ bằng cách xây dựng một kênh phân phối hàng tồn kho thay thế cho nhà cung cấp.[15]
- Kodak Gallery: Trang web phát triển ảnh kỹ thuật số trực tuyến cho người dùng, doanh nghiệp và các chuyên gia sáng tạo trên toàn thế giới giúp tạo, chia sẻ, lưu trữ và tải hình ảnh.[16]

Bên cạnh đó, các trang web thương mại điện tử bắt đầu sử dụng các phần mềm giỏ hàng (shopping cart software) đầu tiên trong giai đoạn Web 1.0. Mục đích chính của doanh nghiệp khi sử các ứng dụng này là tiếp cận và giới thiệu các sản phẩm cho khách hàng tiềm năng thông qua một trang web, cung cấp một phương thức mua hàng bỏ qua các hạn chế về mặt địa lý. Ứng dụng giỏ hàng cho phép nhà cung cấp mở rộng phạm vi tiếp cận đến với người dùng trực tuyến.

## Nguyên nhân và quá trình chuyển đổi từ Web 1.0 sang Web 2.0[1][6]
Từ năm 2004, Web 2.0 là thuật ngữ được sử dụng để mô tả các trang web xã hội. Sự thay đổi để có nhiều tương tác hơn so với Web 1.0 xảy ra chủ yếu do những thay đổi công nghệ. Những thay đổi này bao gồm băng thông rộng, trình duyệt tốt hơn, AJAX và sự phát triển của hàng loạt các công cụ khác. Nguyên nhân khác là do bản chất của Web 1.0 rất thụ động, chúng chứa thông tin dù có thể hữu ích nhưng có ít lý do để người dùng truy cập lại sau đó. Đối với Web 2.0, nhiều ứng dụng là nguồn mở cung cấp cho người dùng khả năng tương tác nhiều hơn và có được những trải nghiệm hấp dẫn hơn, điều này giúp thu hút họ quay lại trang web trong tương lai.
Chính xác khi nào Web 1.0 kết thúc và Web 2.0 bắt đầu là không thể được xác định vì đây là một sự thay đổi xảy ra dần theo thời gian khi trang web trở nên tương tác hơn và các tính năng của Web 2.0 đã có những bước tiến mạnh mẽ vào năm 2006.
Một số yếu tố đánh dấu sự chuyển đổi từ Web 1.0 sang Web 2.0 như người dùng có thể tạo nội dung dưới dạng nhận xét, sử dụng cơ sở dữ liệu để lưu trữ nội dung, tăng khả năng của máy chủ web, và sự ra đời và bùng nổ của các phương tiện truyền thông mạng xã hội (social media).